# Macrobiotus hieronimi
Macrobiotus hieronimi är en djurart som tillhör fylumet trögkrypare, och som beskrevs av Giovanni Pilato och Claxton 1988. Macrobiotus hieronimi ingår i släktet Macrobiotus och familjen Macrobiotidae. Inga underarter finns listade i Catalogue of Life.